# Gosau
Gosau je obec v Rakousku ve spolkové zemi Horní Rakousy v okrese Gmunden. Obec se nachází v údolí Gosaubachu pod horským hřebenem Gosaukamm a Dachsteinem v oblasti Solné komory a žije v ní přibližně 1 800 obyvatel.
Centrum obce se nachází v nadmořské výšce 767 m n. m.. Západně od středu obce leží průsmyk Paß Gschütt, jižně (na konci údolí) se rozkládají Gosavská jezera (Gosauseen).
Údolí bylo poprvé osídleno v 13. století mnichy ze salcburského opatství sv. Petra, tehdejší obyvatelé se zabývali především výrobou dřeva pro halštatské solné doly. Dodnes se v Gosau ve velké míře chová hovězí dobytek, nicméně značnou část příjmů tvoří turismus.
Skrz Gosau prochází rakouská silnice I. třídy B 166 (Paß Gschütt Straße), směřující z Hallstattu průsmykem do Rußbachu v Salcbursku. V obci se nacházejí dva kostely – katolický farní kostel sv. Šebestiána a evangelický toleranční farní kostel (augsburského vyznání) – v oblasti Solné komory bylo historicky obyvatelstvo většinově evangelické. Nad katolickým kostelem se nachází kalvárie.
Starostou je Friedrich Posch z SPÖ, zastupitelstvo pak tvoří 10 zástupců SPÖ, 5 zástupců ÖVP a 4 zástupci FPÖ.
Gosau je jedním z výchozích míst lyžařského střediska Dachstein West.

## Fotogalerie

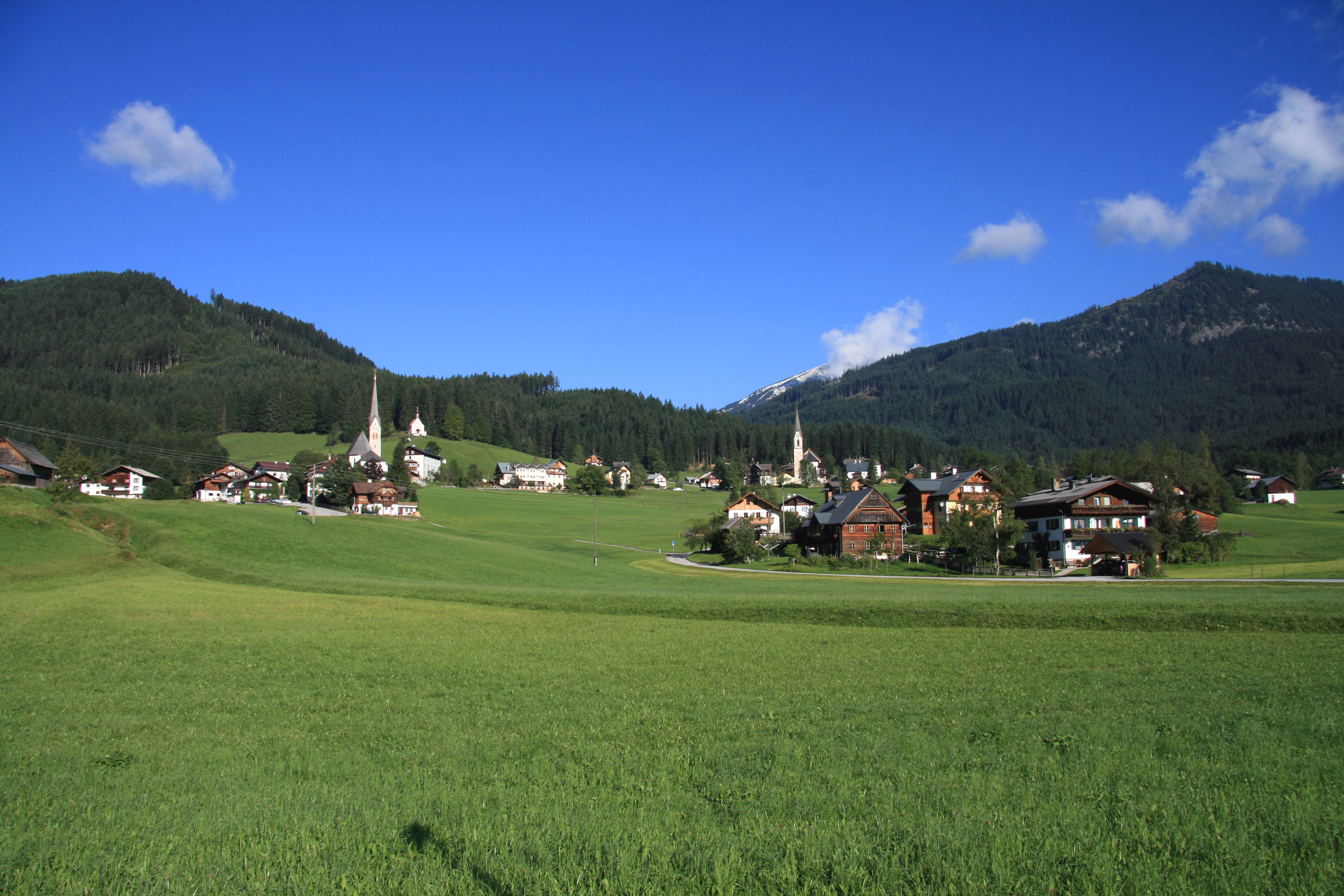
Kostely v Gosau
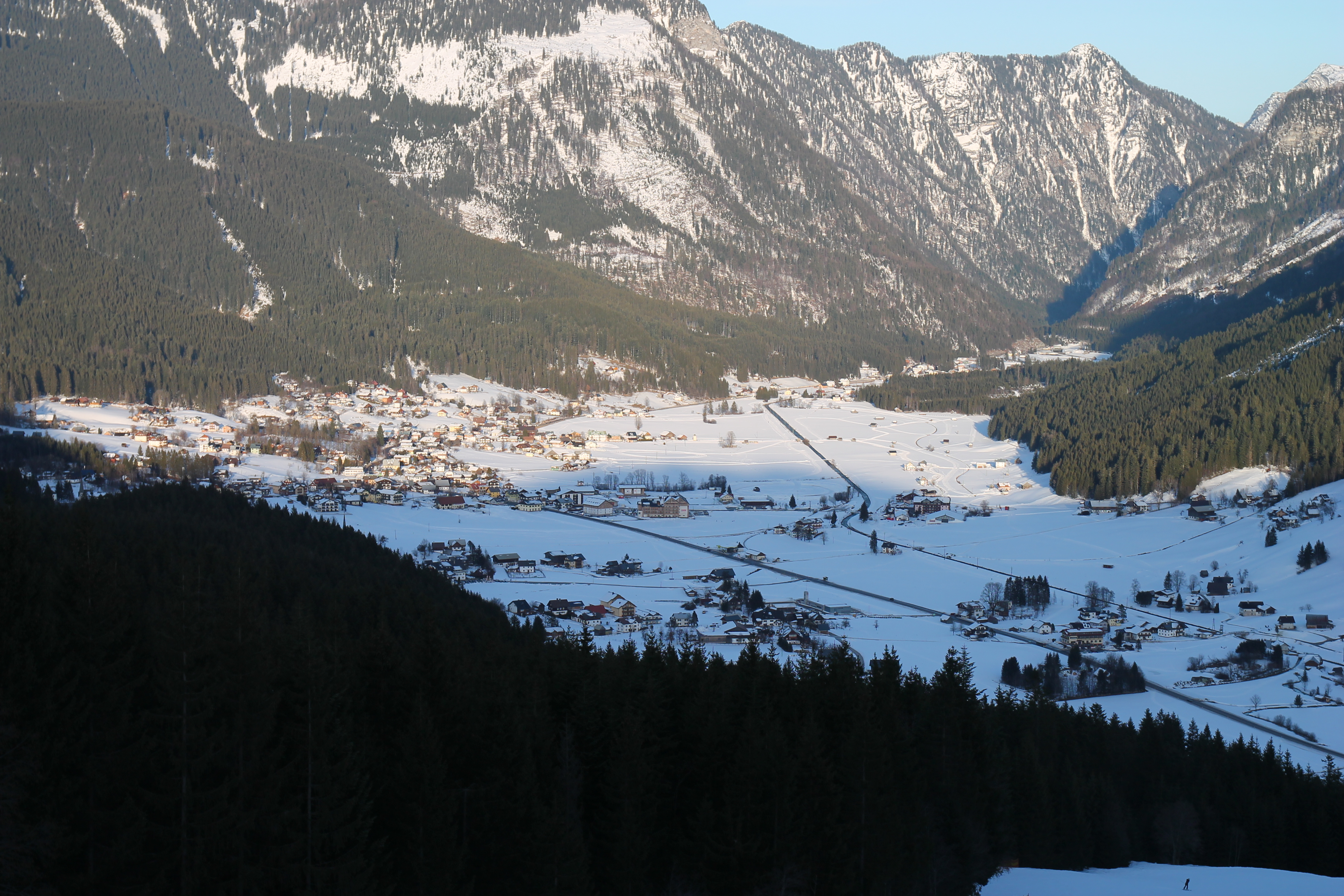
Pohled na zasněženou obec ze sjezdovky
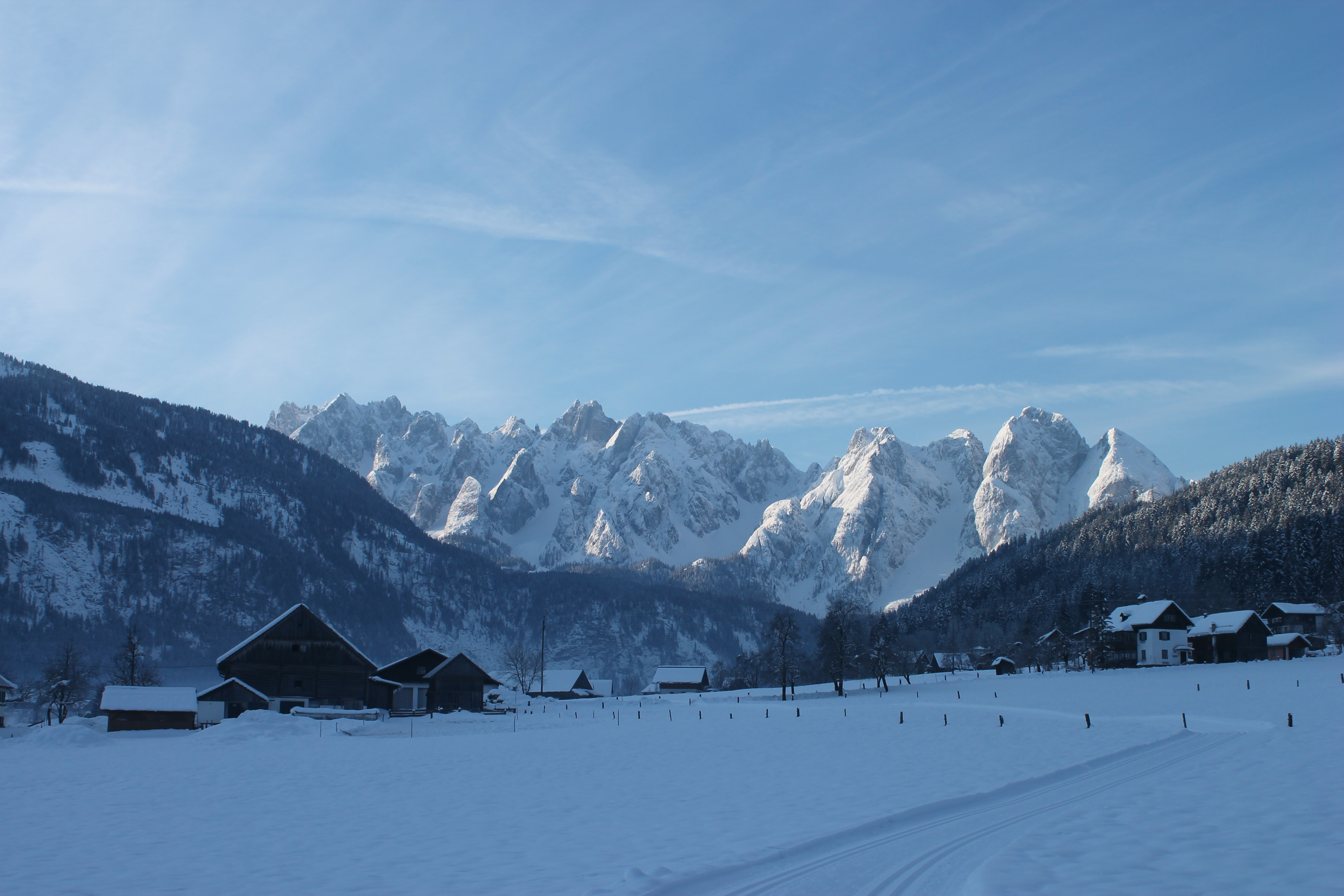
Gosau a Gosaukamm
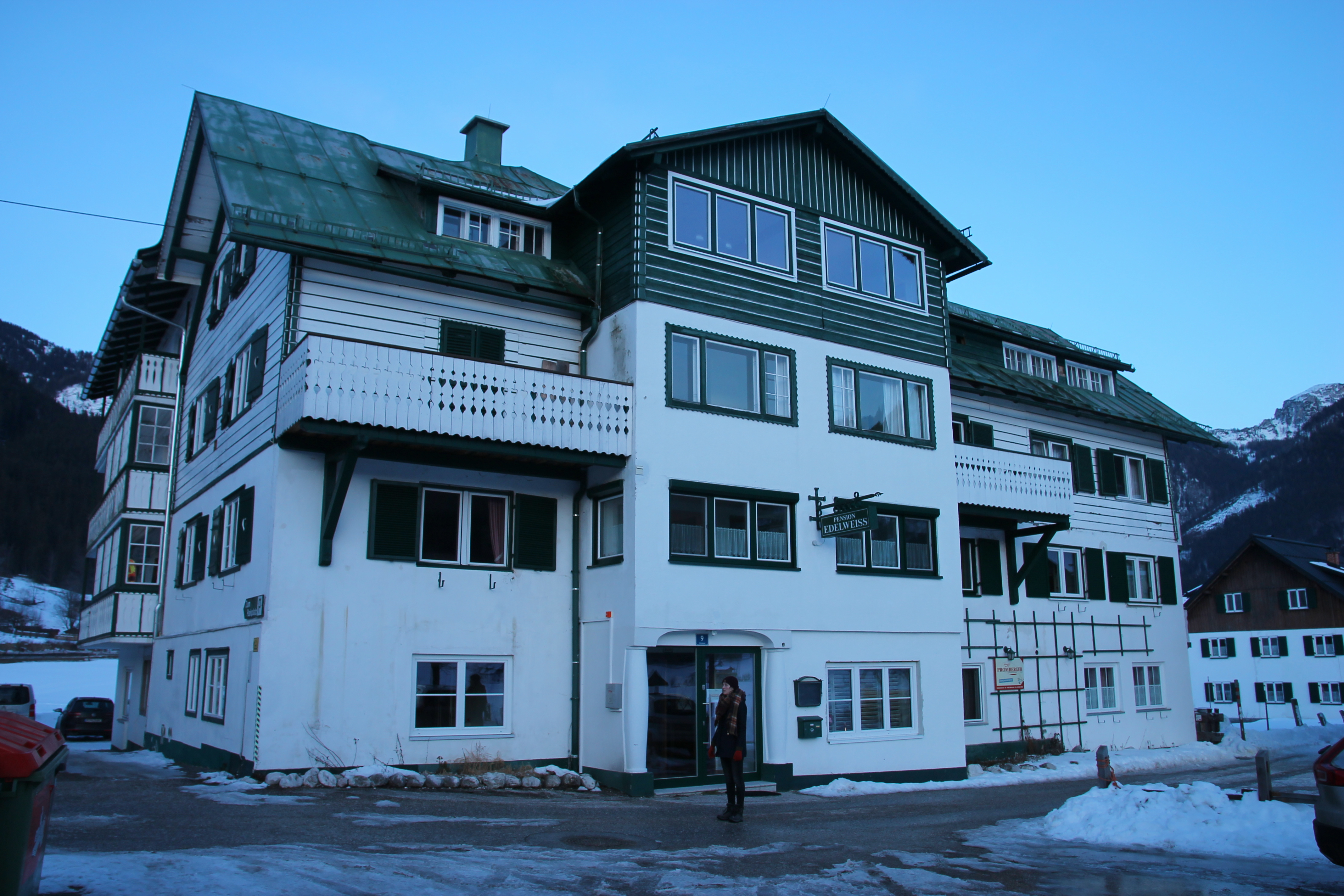
Penzion Edelweiß
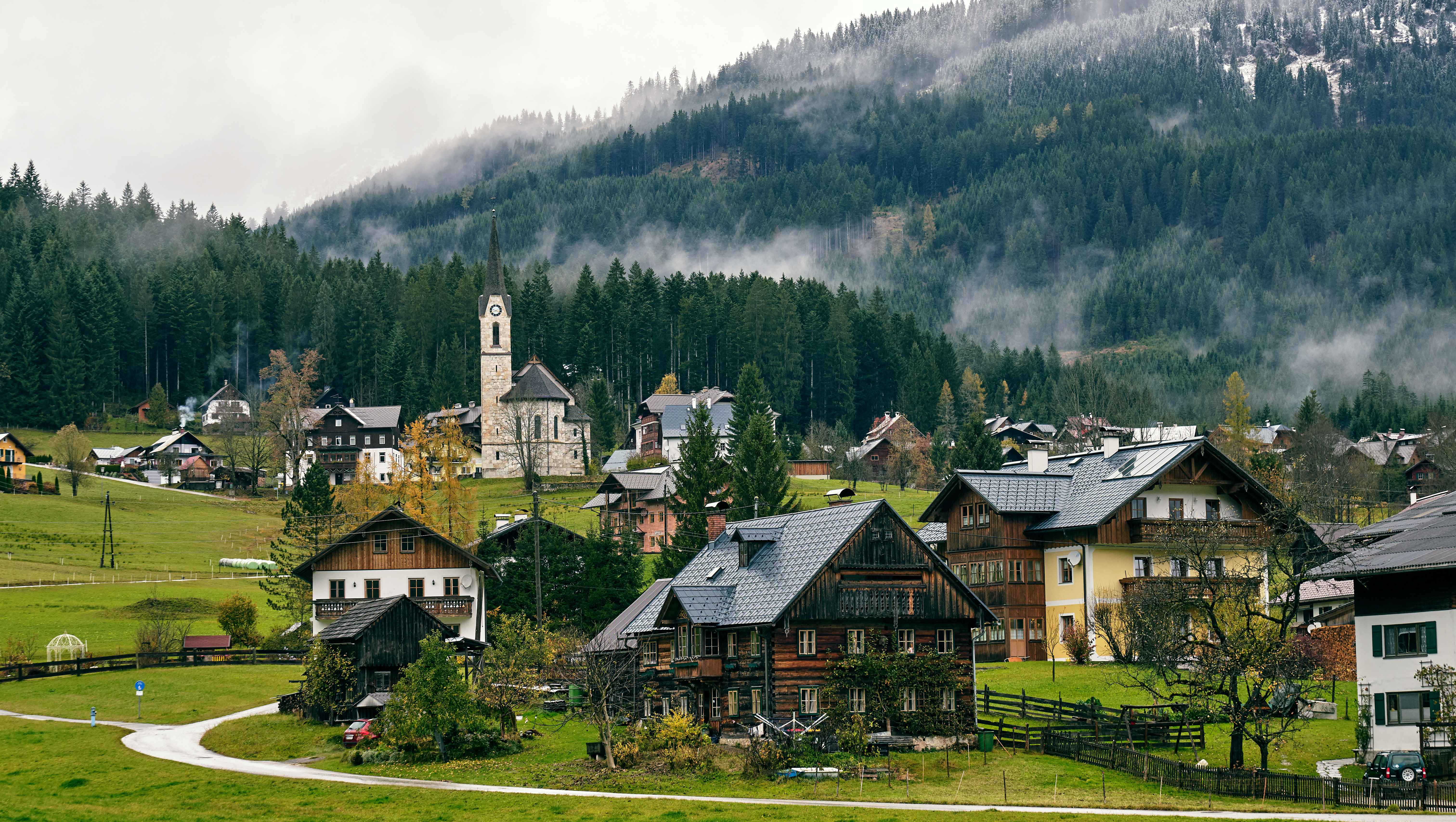
Stará zástavba a evangelický kostel
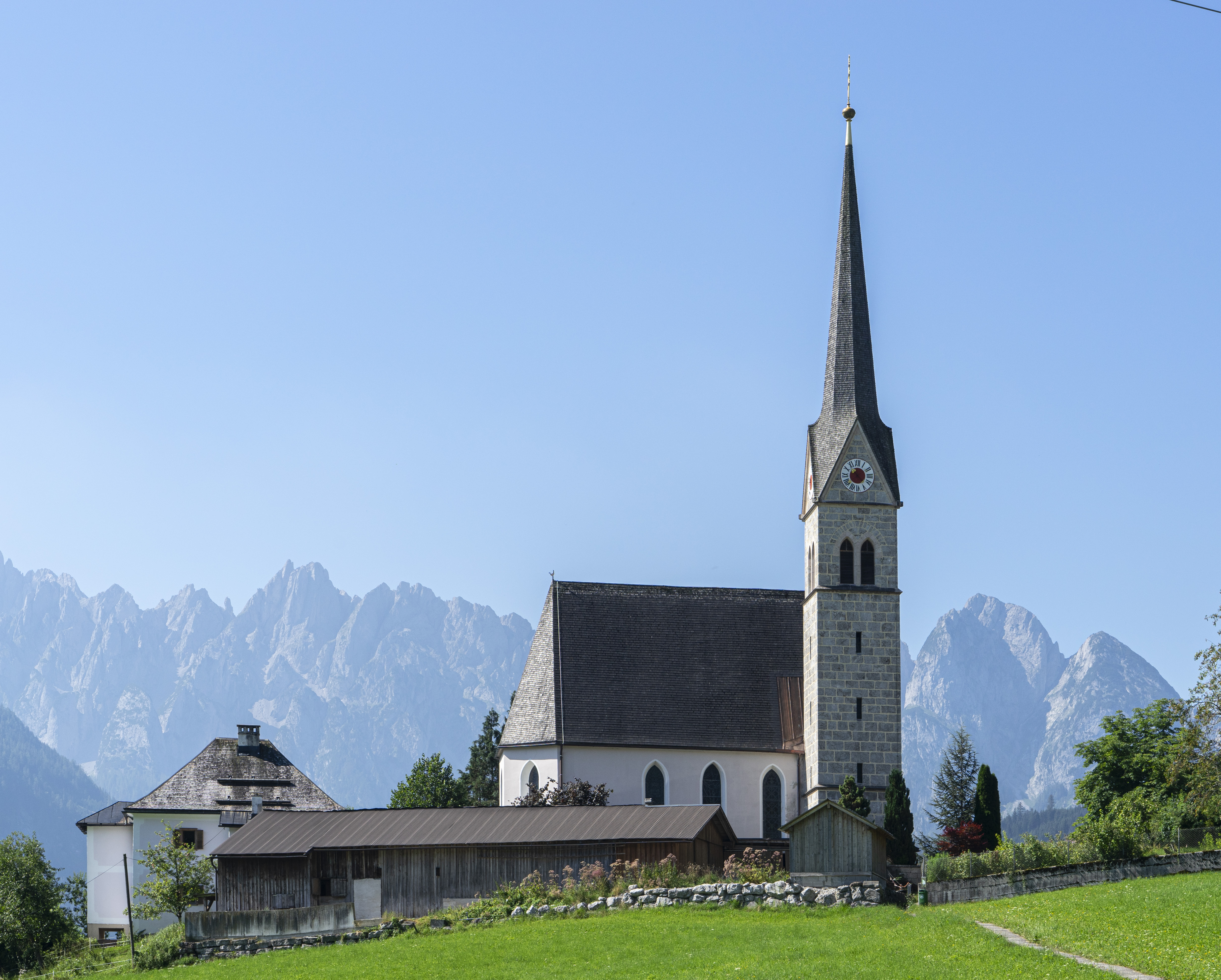
Katolický kostel
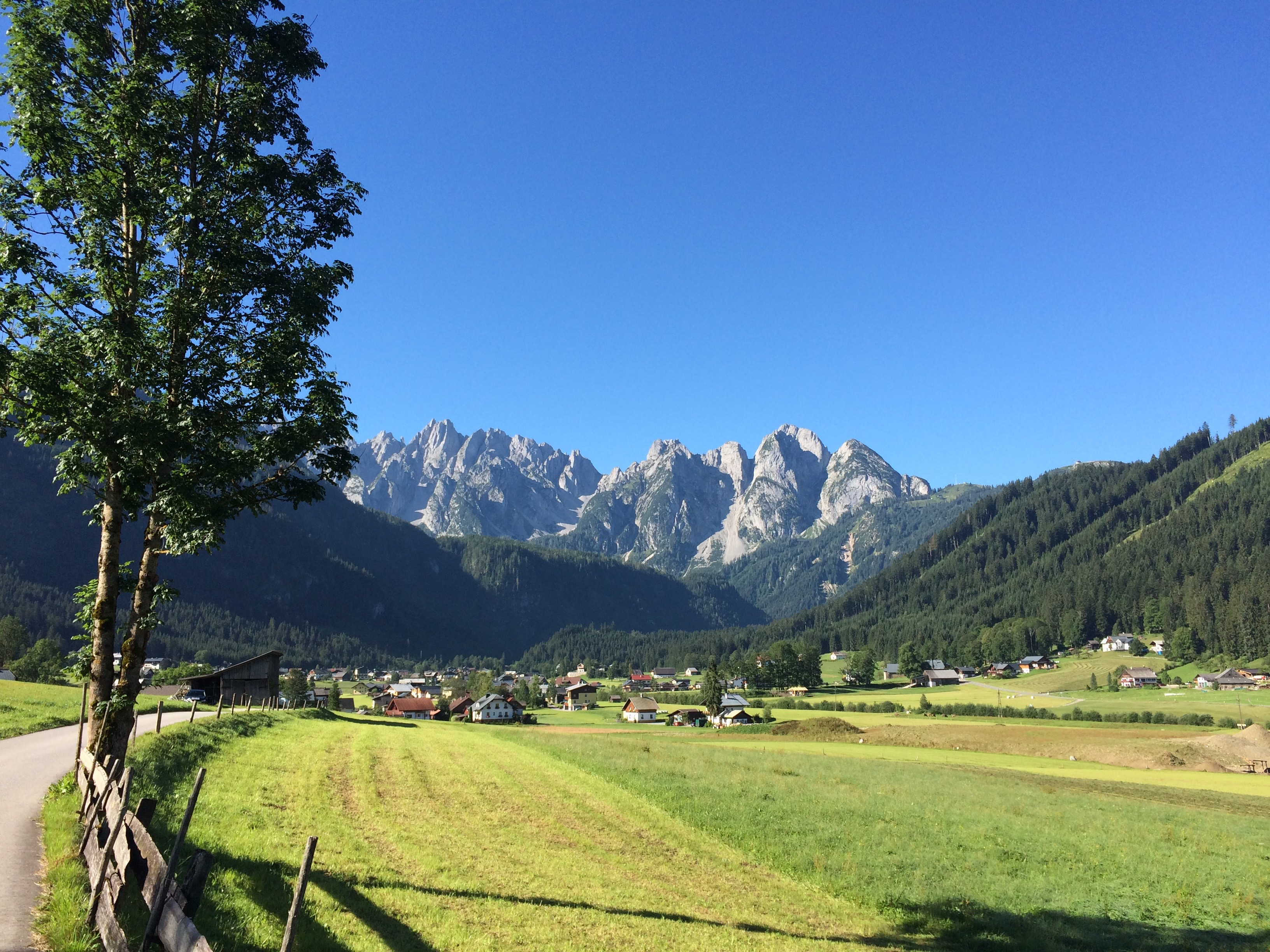
Gosauské údolí
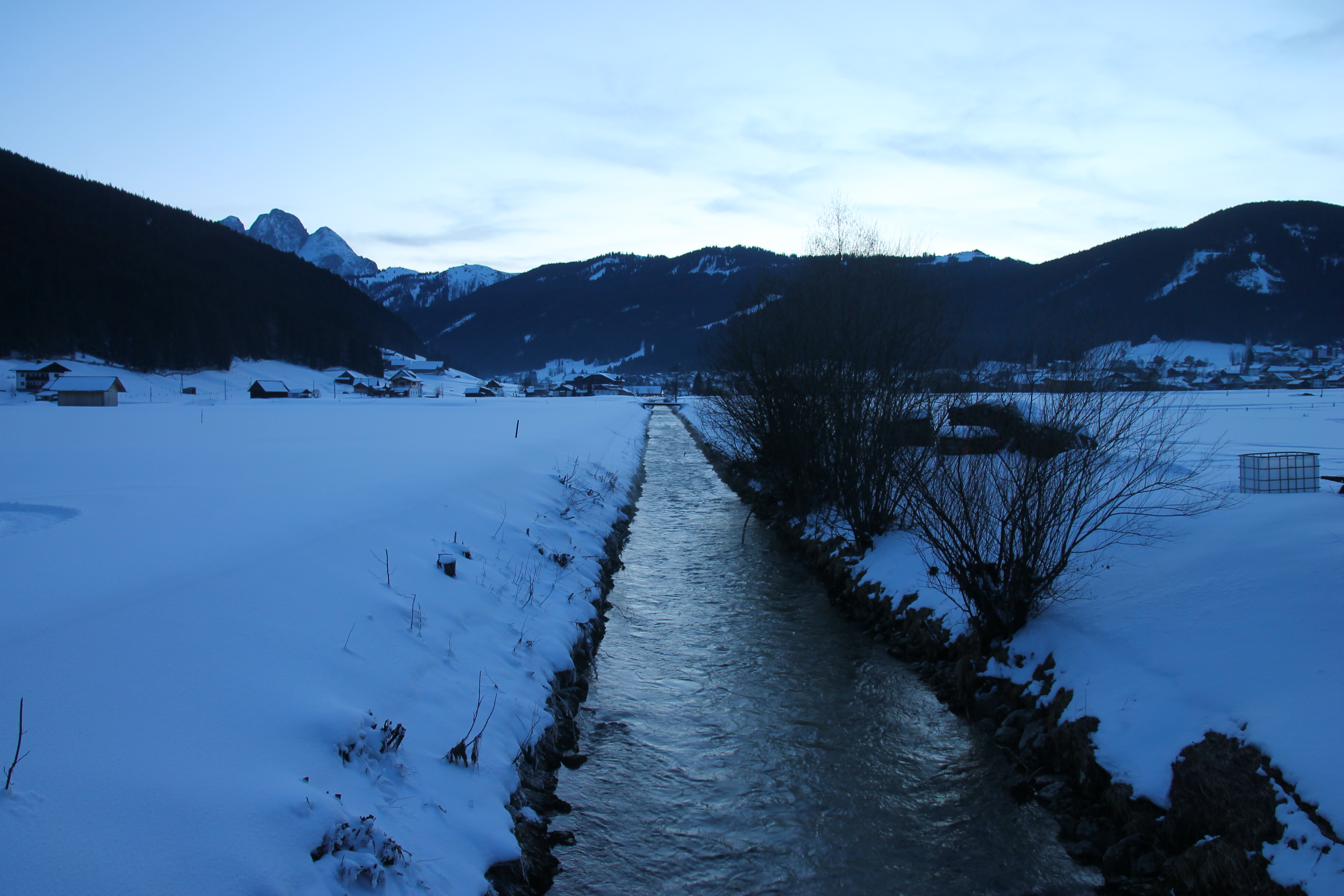
Gosaubach
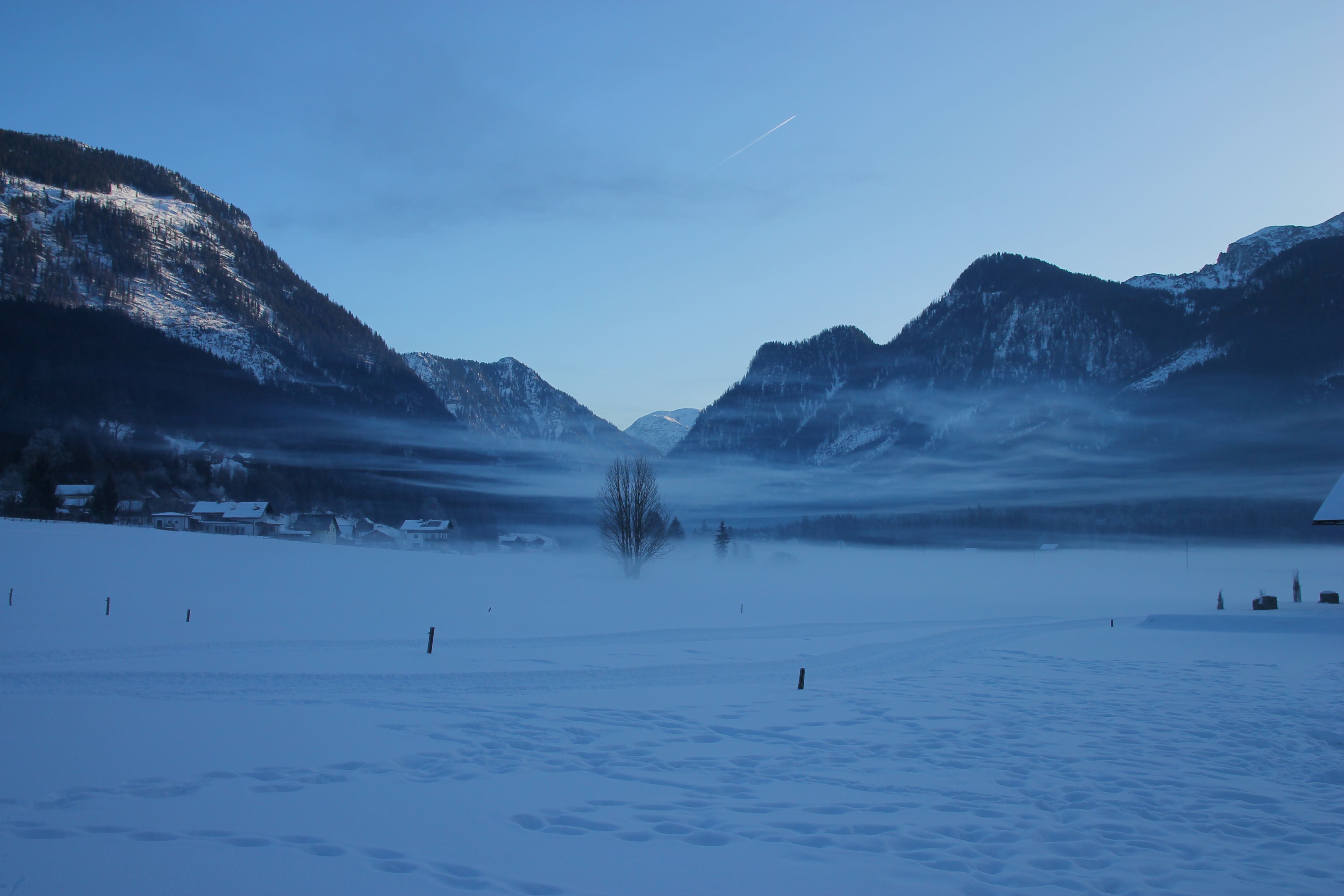
Mlha v údolí
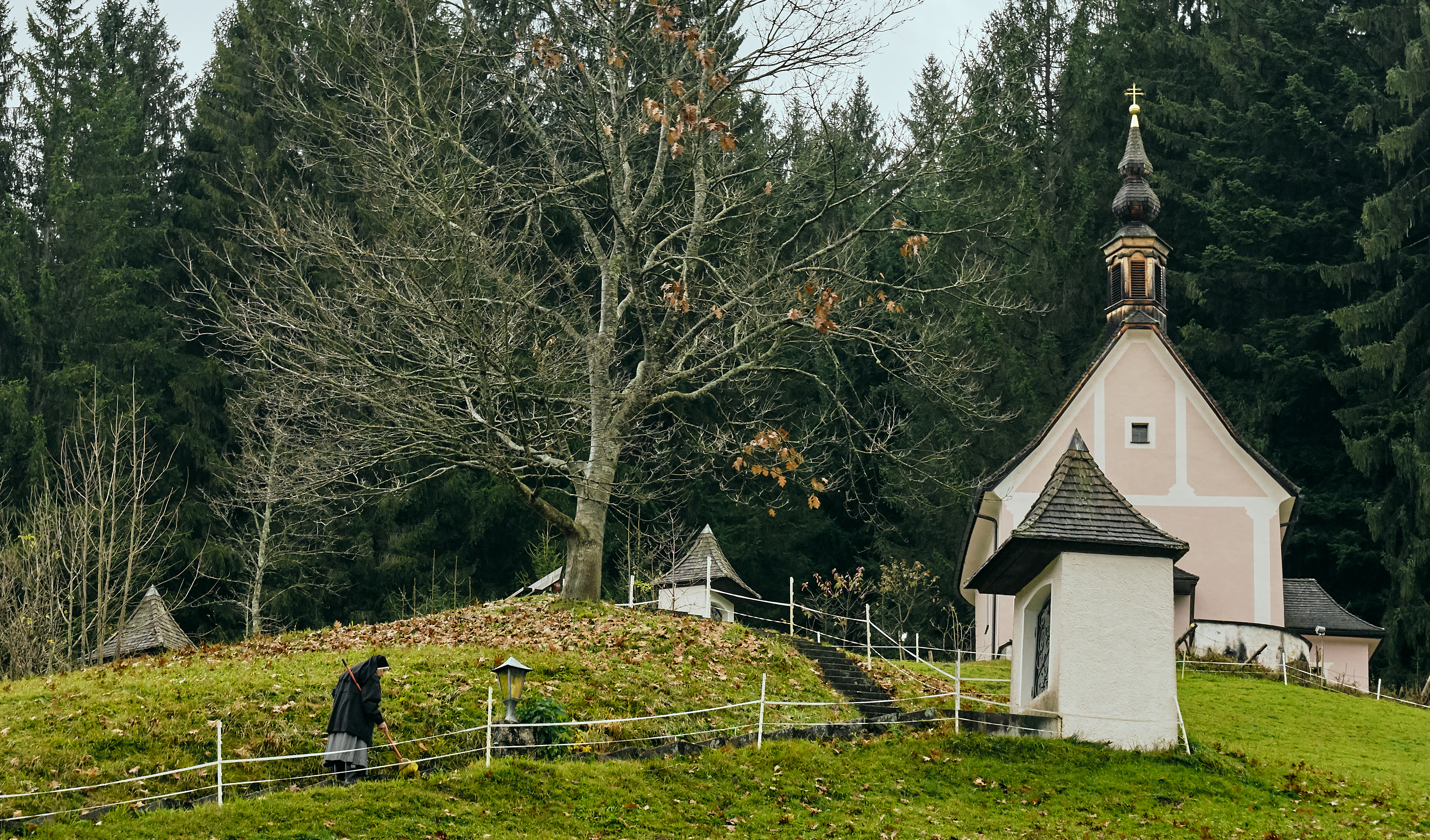
Kalvárie
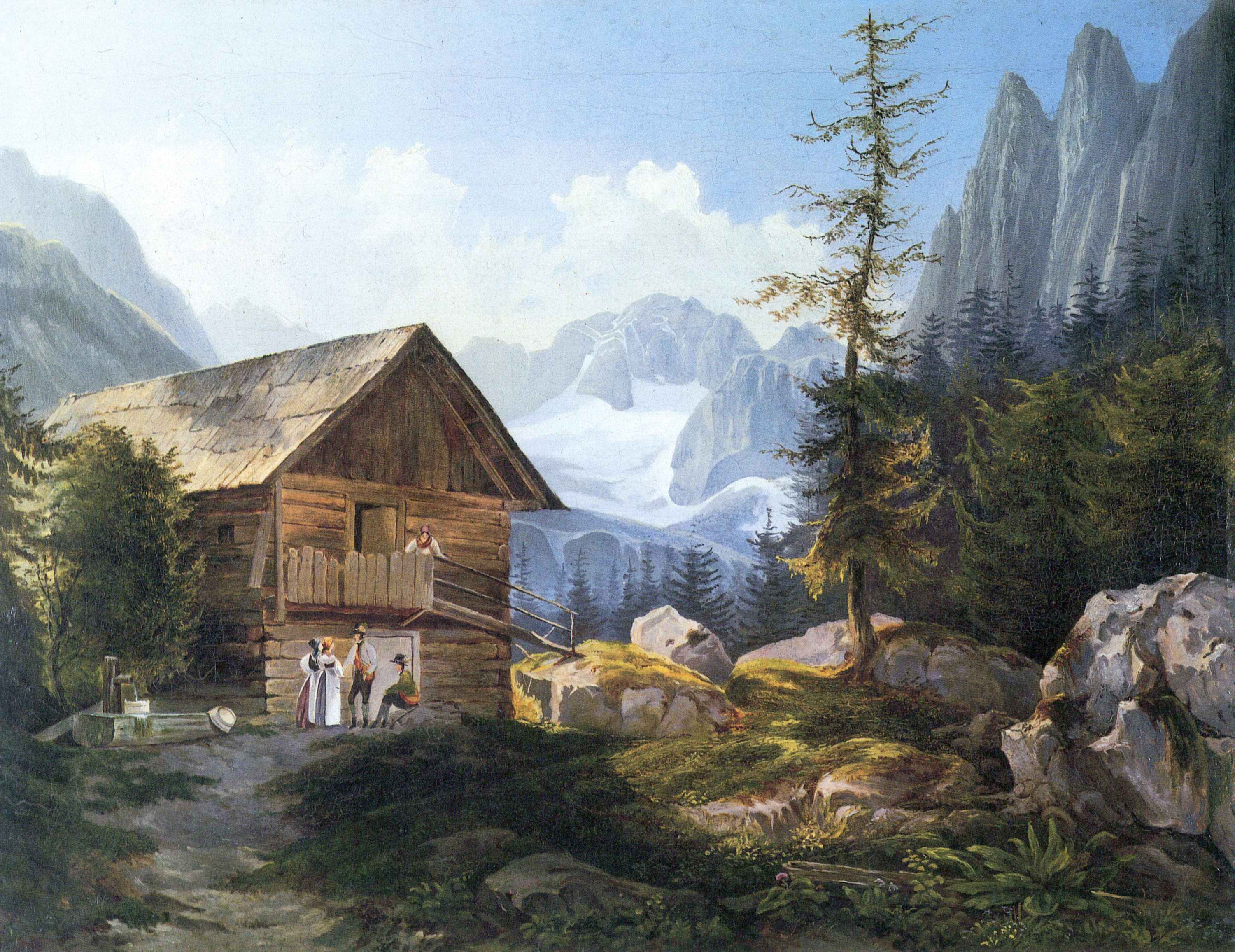
Adalbert Stifter: Im Gosautal
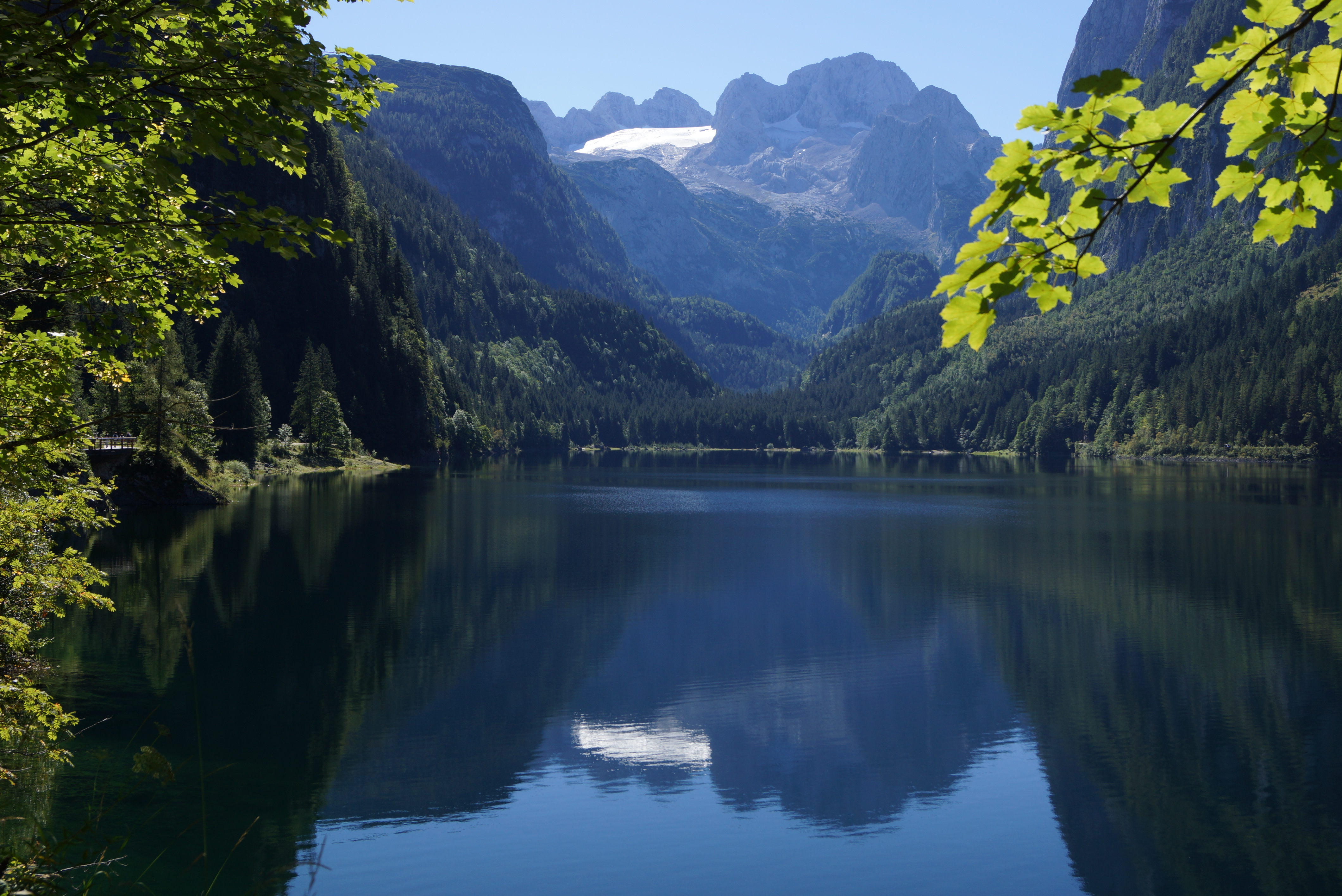
Přední Gosavské jezero a Dachstein
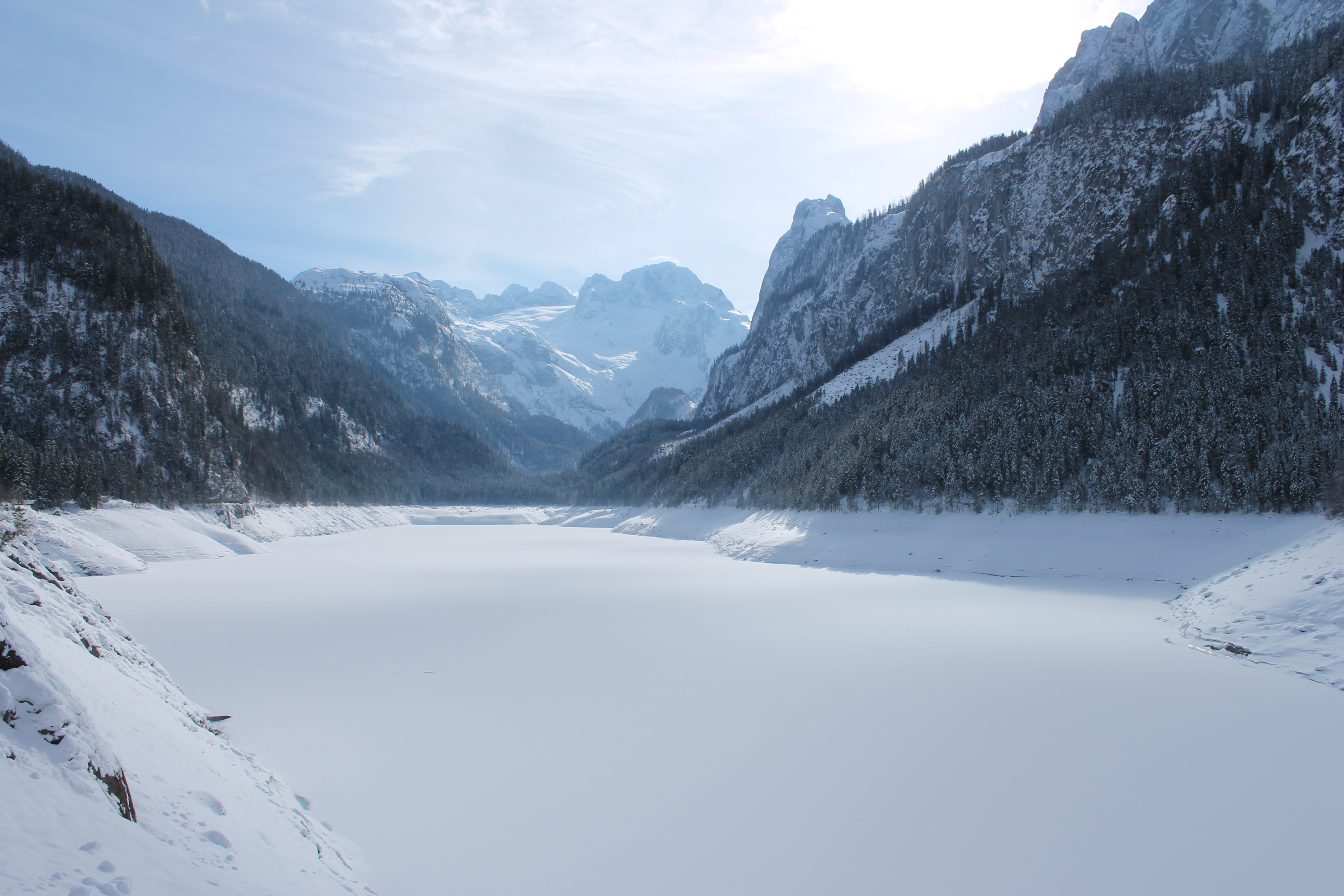
Zamrzlé jezero
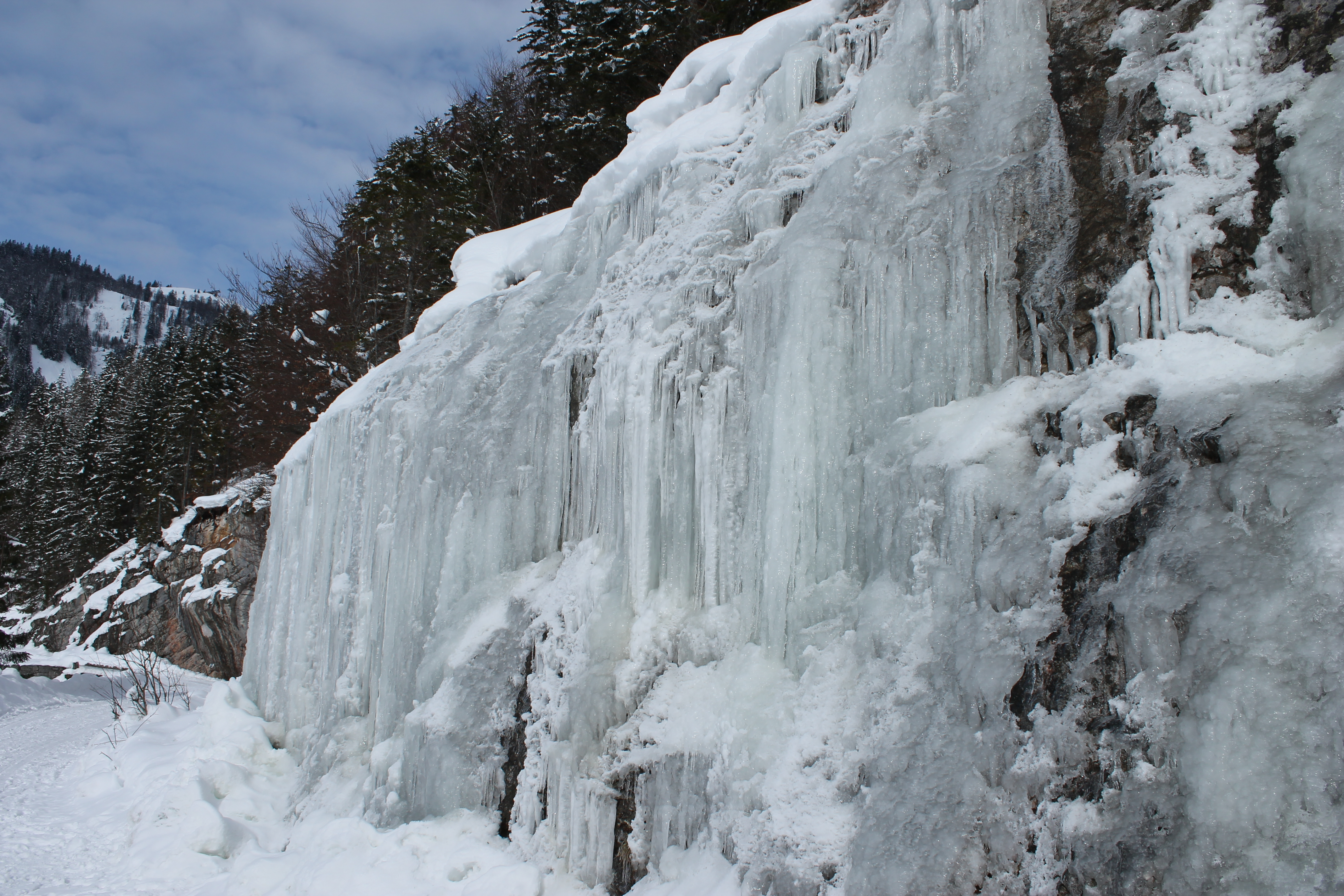
Ledopády u jezer
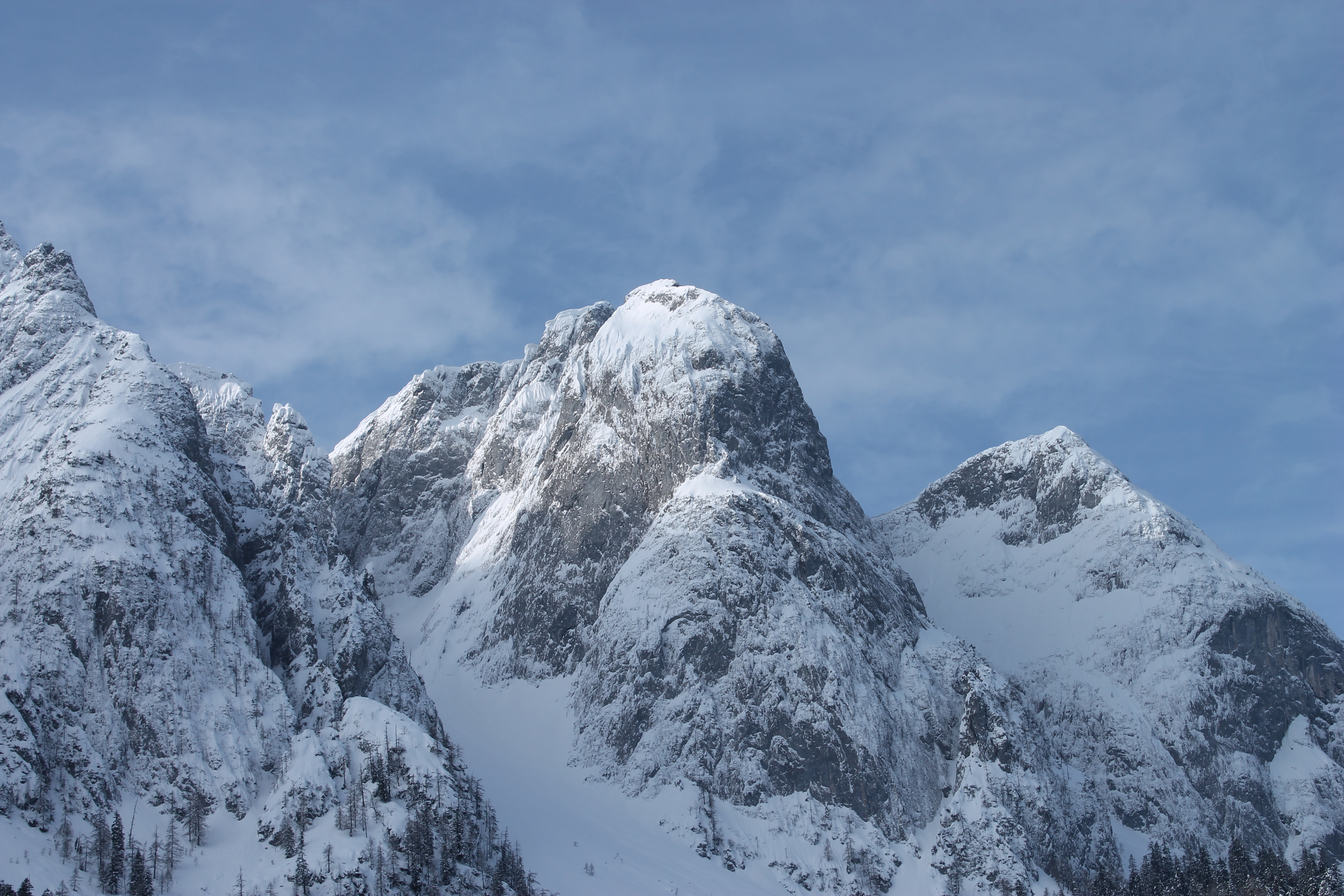
Gosaukamm nad jezery